# Pulau Bait
Pulau Bait ist eine zum malaysischen Bundesstaat Sabah gehörende Insel in der zur Celebessee offenen Darvel Bay. Die überwiegend bewaldete Insel liegt etwa 10 Kilometer nordwestlich von Semporna. Die weitgehend flache Insel erstreckt sich 7,3 Kilometer in nordöstlicher Richtung und ist bis zu 2 Kilometer breit. Im Südwesten liegt der 110 m hohe Bukit Limau Limau (Zitronenhügel). Im Norden grenzt Pulau Bait direkt an Pulau Silawa; die beiden Inseln sind bei Ebbe durch einen sandigen, morastigen Streifen getrennt. Die Insel ist im Nordosten durch eine wenige hundert Meter schmale, schiffbare Meerenge von Pulau Larapan getrennt.

## Demografie
Auf der Insel befinden sich insgesamt fünf Siedlungen:
- Kg. Bait
- Kg. Limau-Limau
- Kg. Melanta
- Kg. Bakong-Bakong
- Kg. Sumandi